# Teatro Marília
O Teatro Marília é um teatro brasileiro localizado em Belo Horizonte. 

## Histórico
Ao ser inaugurado em 1964, era o auditório da Escola de Enfermagem da Cruz Vermelha Brasileira e tornou-se uma importante referência cultural para a capital mineira.
A Fundação Clóvis Salgado passou a administrar o teatro em 1980. Onze anos depois, foi tombado pelo Conselho Deliberativo do Patrimônio Cultural de Belo Horizonte, quando passou a ser administrado pela prefeitura do município.